# Promegantereon ogygia
Promegantereon ogygia és una espècie de mamífer carnívor extint de la família dels fèlids que visqué a Europa durant el Miocè superior, fa entre 8,7 i 9,7 milions d'anys. Se n'han trobat restes fòssils a Eppelsheim (Alemanya) i el jaciment paleontològic del Cerro de los Batallones, a la Comunitat de Madrid (Espanya). Es tracta de l'única espècie del gènere Promegantereon (encara que hi ha altres classificacions que el reconeixen com a Paramachaerodus ogygia). Tenia les dents carnisseres primitives en comparació amb les d'altres fèlids de dents de sabre. Hauria recordat un lleopard petit tant per la seva mida com per les seves proporcions. El nom genèric Promegantereon significa ‘abans de Megantereon’.